# Arden Key
Arden Key Jr. (geboren am 3. Mai 1996 in Atlanta, Georgia) ist ein US-amerikanischer American-Football-Spieler auf der Position des Defensive Ends. Er spielt für die Tennessee Titans in der National Football League (NFL). Zuvor spielte er College Football für LSU und wurde von den damaligen Oakland Raiders in der dritten Runde im NFL Draft 2018 ausgewählt, für die er von 2018 bis 2020 spielte.

## Frühe Jahre
Key besuchte die Hapeville Charter Career Academy in Union City, Georgia und konnte in seiner letzten Saison 15,5 Sacks erzielen. Er wurde von ESPN als Vier-Sterne-Rekrut und als der sechstbeste Defensive End des Jahrgangs 2015 bewertet. Nach der High School entschied er sich, College Football für die LSU Tigers der Louisiana State University zu spielen. Zuvor hatte er sich bereits zweimal für die South Carolina Gamecocks entschieden, jedoch revidierte er diese Entscheidungen.

## College
Bereits in seiner ersten Saison war Key ein fester Bestandteil der Defensive Line, so spielte er in 12 Spielen, von denen er die letzten neun startete. Insgesamt erzielte er 41 Tackles und fünf Sacks, dafür wurde er als Freshman All-American ausgezeichnet. 2016 konnte er in seiner zweiten Saison mit zwölf Sacks einen neuen Schulrekord aufstellen, wofür er in das First-Team All-SEC gewählt wurde. In seiner dritten Saison wurde er von Verletzungen beeinträchtigt, deswegen konnte er nur acht Spiele bestreiten. Dort konnte er 33 Tackles und vier Sacks erzielen, dazu erzwang er noch einen Fumble. Für diese Leistungen wurde er wieder in das First-Team All-SEC gewählt. Nach der Saison meldete er sich für den NFL Draft an und verzichtete auf die letzte Saison seiner Spielberechtigung.

### College-Statistiken
| 2015                         | LSU      | 12 | 41  | 20 | 21 | 5,0  | 1 | 0 | 0 | 0 | 0 | 0 | 1 | 0 |
| 2016                         | LSU      | 11 | 55  | 23 | 32 | 11,0 | 3 | 0 | 0 | 0 | 0 | 2 | 1 | 0 |
| 2017                         | LSU      | 8  | 33  | 15 | 18 | 4,0  | 0 | 0 | 0 | 0 | 0 | 1 | 0 | 0 |
| Karriere                     | Karriere | 31 | 129 | 58 | 71 | 20,0 | 4 | 0 | 0 | 0 | 0 | 3 | 2 | 0 |
| Quelle: sports-reference.com |          |    |     |    |    |      |   |   |   |   |   |   |   |   |

## NFL

### Oakland / Las Vegas Raiders
Vor dem NFL Draft 2018 wurde er als potenzieller Erstrundenpick gesehen, jedoch sorgten Probleme außerhalb des Platzes dafür, dass er erst in der dritten Runde mit dem 87. Pick von den Oakland Raiders ausgewählt wurde. Am 15. Juni 2018 unterschrieb er einen Vierjahresvertrag.
In der Saison 2018 spielte er in allen 16 Spielen, von denen er zehn Spiele startete. Dabei konnte er 25 Tackles und einen Sack erzielen. 2019 wurde er deutlich weniger eingesetzt, verletzungsbedingt konnte er nur sieben Spiele bestreiten und dabei nur vier Tackles und zwei Sacks verbuchen. Vor der Saison 2020 zog er mit den Oakland Raiders nach Las Vegas um, welche nun als Las Vegas Raiders firmierten. 2020 wurde er immer weniger eingesetzt. In Woche 15 sorgte er bei dem Spiel gegen die Miami Dolphins mit einem Griff in die Facemask von Quarterback Ryan Fitzpatrick für eine Strafe, sodass die Dolphins bei auslaufender Uhr das Field Goal zum 26:25 erzielen konnten, wodurch die Raiders die Playoffs vorzeitig verpassten.
Am 15. April 2021 wurde er von den Las Vegas Raiders entlassen.

### San Francisco 49ers
Daraufhin unterschrieb er am 23. April 2021 einen Einjahresvertrag bei den San Francisco 49ers. Zu Beginn der Saison wurde Key noch als Rotationsspieler eingesetzt, nach dem verletzungsbedingten Saisonaus von Javon Kinlaw wurde er bei 3rd-Down häufiger als 4-3 Defensive Tackle eingesetzt. Danach spielte er deutlich besser, so war er in acht der letzten zehn Spiele an einem Sack beteiligt. Insgesamt konnte er 6,5 Sacks erzielen, dies war der zweitbeste Wert im gesamten Team hinter Nick Bosa mit 15,5 und noch vor Arik Armstead mit sechs Sacks. Mit den 49ers erreichte er die Playoffs. Nach einem 23:17-Sieg gegen die Dallas Cowboys und einem 13:10-Sieg gegen die an eins gesetzten Green Bay Packers erreichten die 49ers das NFC Championship Game, wo sie mit 17:20 gegen die Los Angeles Rams verloren.

### Jacksonville Jaguars
Am 30. März 2022 unterschrieb er einen Einjahresvertrag bei den Jacksonville Jaguars, welcher ihm bis zu sieben Millionen US-Dollar einbringen konnte.

### Tennessee Titans
Im März 2023 nahmen die Tennessee Titans Key unter Vertrag.

### NFL-Statistiken
| Saison                             | Saison | Spiele | Spiele      | Tackles | Tackles | Tackles | Tackles | Interceptions | Interceptions | Interceptions | Interceptions | Interceptions | Fumbles | Fumbles | Fumbles |
| Jahr                               | Team   | Spiele | als Starter | Gesamt  | Solo    | Ast     | Sacks   | PD            | INT           | Yds           | Lng           | TD            | FF      | FR      | TD      |
| ---------------------------------- | ------ | ------ | ----------- | ------- | ------- | ------- | ------- | ------------- | ------------- | ------------- | ------------- | ------------- | ------- | ------- | ------- |
| 2018                               | OAK    | 16     | 10          | 30      | 21      | 9       | 1,0     | 0             | 0             | 0             | 0             | 0             | 0       | 0       | 0       |
| 2019                               | OAK    | 7      | 0           | 4       | 3       | 1       | 2,0     | 0             | 0             | 0             | 0             | 0             | 0       | 0       | 0       |
| 2020                               | LV     | 14     | 0           | 15      | 10      | 5       | 0,0     | 2             | 0             | 0             | 0             | 0             | 0       | 0       | 0       |
| 2021                               | SF     | 17     | 0           | 22      | 11      | 11      | 6,5     | 1             | 0             | 0             | 0             | 0             | 0       | 0       | 0       |
| 2022                               | JAX    | 17     | 3           | 27      | 16      | 11      | 4,5     | 2             | 0             | 0             | 0             | 0             | 0       | 1       | 0       |
| 2023                               | TEN    | 17     | 9           | 30      | 17      | 13      | 6,0     | 2             | 0             | 0             | 0             | 0             | 2       | 0       | 0       |
| 2024                               | TEN    | 16     | 15          | 42      | 24      | 18      | 6,5     | 1             | 0             | 0             | 0             | 0             | 2       | 1       | 0       |
| Gesamt                             | Gesamt | 104    | 37          | 170     | 102     | 68      | 26,5    | 8             | 0             | 0             | 0             | 0             | 4       | 2       | 0       |
| Quelle: pro-football-reference.com |        |        |             |         |         |         |         |               |               |               |               |               |         |         |         |